# 湖南省科学技术馆
湖南省科学技术馆坐落在中华人民共和国湖南省长沙市天心区杉木冲西路9号。湖南省科学技术馆毗邻湖南省青少年活动中心、湖南省群众艺术馆、湖南省地质博物馆。

## 沿革
湖南省科学技术馆由湖南省人民政府和长沙市人民政府投资共建。
2021年4月9日，中国共产主义青年团湖南省委员会认定湖南省科学技术馆为湖南省青少年教育基地。

## 建筑
湖南省科学技术馆占地12.4万平方米，其中建筑面积28113平方米。主体建筑呈“漩涡星系”形状，同时借鉴了楚文化的“卷云纹”。

### 主展厅
- 共享大厅
- 制造天地
- 信息港湾
- 数理启迪
- 太空探索
- 地球家园
- 能源世界
- 生命体验

### 童趣馆
- 穿越神秘林
- 创建我世界
- 欢动广场
- 美妙乐坊
- 奇幻花园

## 交通
- 长沙地铁1号线省政府站2号出口

## 照片
- 湖南省科学技术馆
- 湖南省科学技术馆